# Lukáš Šebek
Lukáš Šebek (* 10. říjnu 1988, v Trenčíně) je slovenský fotbalový útočník, od července 2018 působí v slovenském třetiligovém týmu AFC Nové Mesto nad Vahom.

## Fotbalová kariéra
Svou fotbalovou kariéru začal v AFC Nové Mesto nad Váhom. Mezi jeho další kluby patří: FK AS Trenčín, TJ Spartak Myjava a SV Leobendorf.